# ブラステル
ブラステル株式会社 (Brastel Co., Ltd.) は、日本の電気通信事業者である。

## 概要
在日ブラジル人向けの国際電話サービスのために設立されたが、国際、国内IP電話サービス、国際送金サービスなどにも参入している。

## 沿革
1996年12月、ブラステル有限会社として設立、コールバックによる国際電話サービスを開始する。2000年2月、国際電話プリペイドカードを販売開始。2001年1月、株式会社に改組。
出典

## サービス
- ブラステル カード (国際電話プリペイドカード。日本国内発信国内着信の割引通話も可能)
- My050 (個人向けIP電話サービス)
- FLIP (個人向けインターネット電話サービス)
- BRASTEL 050 SMART (法人向けVoIPクラウド)
- Basix (法人向けIP電話サービス)
- ブラステルレミット (国際送金サービス)